# 2010年江苏延申疫苗造假事件
2010年江苏延申疫苗造假事件，是指2010年披露的中国江苏延申生物科技股份有限公司在2008年7月至10月生产劣质狂犬病疫苗的事件。

## 起因
2009年12月3日，国家药监局发文称，河北福尔生物制药股份有限公司与江苏延申生物科技股份有限公司在2008年7月至10月间生产的4个批次总计17.9952万人份的人用狂犬病疫苗存在质量问题。并且要求停止人用狂犬病疫苗等全部产品的生产和销售。

## 引发关注
2010年3月，新闻报道《疫苗厂造假 为祸百万人》在网络上广为流传。此报道称，江苏延申被国家食品药品监督管理局查实“长期故意造假”，疫苗已流向全国各地市场，超过100万人已注射此疫苗。此事件爆发后，江苏延申停产，7名高管被逮捕。

## 处罚
1. 没收延申公司违法生产、销售的劣质人用狂犬病疫苗和违法所得，并依法从重处货值金额的3倍罚款，共计25637905.60元。
2. 对7名参与制售劣质人用狂犬病疫苗的直接负责的主管人员和其他直接责任人员处以10年内不得从事药品相关行业的资格罚。涉嫌刑事犯罪的由司法机关依法追究刑事责任。
3. 收回延申公司人用狂犬病疫苗药品GMP证书。
4. 撤销延申公司人用狂犬病疫苗产品批准证明文件。
5. 由延申公司承担因接种延申公司劣质人用狂犬病疫苗的补种费用。[5]

## 影响
案发前，延申生物的大股东先声药业持有50.77%的股份。案发后，先声药业因此损失了2亿多元的投资款。2012年，先声药业净利润则下滑为5695.7万元人民币。其中高达9724.7万元资产减值损失成为公司净利润下滑的主要原因，这一减值损失主要来自延申生物。